# Байков, Виктор Васильевич
Ви́ктор Васи́льевич Байко́в (род. 9 февраля 1935, Рязань, Московская область) — советский бегун-марафонец, выступавший в 1958—1968 годах. Бронзовый призёр чемпионата Европы, четырёхкратный чемпион СССР в марафоне, участник летних Олимпийских игр в Токио. Представлял город Рязань и Вооружённые силы. Мастер спорта СССР международного класса. Тренер по лёгкой атлетике.

## Биография
Виктор Байков родился 9 февраля 1935 года в Рязани. Окончил Рязанский государственный педагогический институт (1958), где обучался на историко-филологическом факультете.
Начал заниматься лёгкой атлетикой в 1956 году, проходил подготовку под руководством заслуженного тренера СССР Александра Фёдоровича Агрызкина. Выступал за добровольное спортивное общество «Спартак» (Рязань) и за Вооружённые силы (Москва).
Активную спортивную карьеру начал во время службы командиром танка в 4-й гвардейской танковой дивизии в Наро-Фоминске. Впервые заявил о себе на марафонской дистанции в ноябре 1958 года в Тбилиси, показав результат 2:22:03.
В 1959 году выиграл серебряную медаль в марафоне на чемпионате страны в рамках II летней Спартакиады народов СССР в Москве, пробежал марафон в Кошице.
В октябре 1960 года с результатом 2:22:14 финишировал вторым на марафоне в Киеве.
В 1961 году одержал победу на марафоне в Ленинграде и на чемпионате СССР в Тбилиси.
В 1962 году в марафонской дисциплине с личным рекордом 2:19:17 был лучшим на чемпионате СССР в Москве, завоевал бронзовую медаль на чемпионате Европы в Белграде.
В июне 1963 года выиграл первенство Московской области в беге на 30 000 метров (показанный здесь результат 1:34:32,2 в то время являлся мировым рекордом и поныне остаётся национальным рекордом России в данной дисциплине), превзошёл всех соперников в марафоне на чемпионате страны в рамках III летней Спартакиады народов СССР в Москве, с результатом 2:23:48 занял шестое место на марафоне «Асахи симбун» в Токио.
На чемпионате СССР 1964 года в Киеве в четвёртый раз подряд выиграл марафонскую дисциплину, превзойдя всех соперников на шоссе (подобной серии побед не было ни до, ни после него). Благодаря череде удачных выступлений удостоился права защищать честь страны на летних Олимпийских играх в Токио, но здесь сошёл с дистанции после прохождения отметки в 30 км.
В 1965 году выиграл марафон в Киеве, стал бронзовым призёром на чемпионате СССР в Алма-Ате.
В 1966 году взял бронзу на чемпионате СССР в Одессе, был седьмым на марафоне в Ужгороде.
В 1967 году выиграл марафон в Ленинграде, показал четвёртый результат на чемпионате страны в рамках IV летней Спартакиады народов СССР в Москве, финишировал девятым на марафоне в Кошице.
В 1968 году участвовал в соревнованиях по часовому бегу в Потсдаме, сумел пробежать 19 019 метров и занял третье место.
За выдающиеся спортивные достижения удостоен почётного звания «Мастер спорта СССР международного класса».
Помимо занятий спортом являлся военнослужащим, подполковник в отставке.
После завершения спортивной карьеры занимался тренерской деятельностью в легкоатлетической команде ЦСКА, среди его воспитанников такие титулованные спортсмены как Владимир Лисовский, Николай Пензин, Алексей Федотов. Выступал в качестве судьи на соревнованиях по лёгкой атлетике. В 1971—1972 годах являлся Советником по физической подготовке и спорту Вооруженных Сил в Сомали, где среди прочего принимал участие в подготовке известного в будущем бегуна Абди Биле.